# FK Sloboda Tuzla
El Fudbalski Klub Sloboda (serbio: Фудбалски клуб Слобода Тузла) es un club de fútbol bosnio de Tuzla y fundado en 1919. El equipo disputa sus partidos como local en el Stadion Tušanj y juega en la Premijer Liga.

## Participación en competiciones europeas
Actualizado a julio de 2016:
| Temporada | Competición               | Ronda              | Club             | Local | Visitante    |
| --------- | ------------------------- | ------------------ | ---------------- | ----- | ------------ |
| 1977-78   | Copa de la UEFA           | 1                  | UD Las Palmas    | 4-3   | 5-0          |
| 2003      | Copa Intertoto de la UEFA | 1                  | Akureyri         | 1-1   | 1-1 (p: 3-2) |
| 2003      | Copa Intertoto de la UEFA | 2                  | Lierse           | 1-0   | 1-5          |
| 2004      | Copa Intertoto de la UEFA | 1                  | Publikum Celje   | 1-0   | 1-2          |
| 2004      | Copa Intertoto de la UEFA | 2                  | Spartak Trnava   | 0-1   | 1-2          |
| 2016–17   | UEFA Europa League        | 1.ª Clasificatoria | Beitar Jerusalem | 0–0   | 0–1          |

## Palmarés

### Nacional
- Yugoslav Second League (1): 1959
- Primera Liga de Bosnia y Herzegovina (1): 2014
- Copa de Bosnia y Herzegovina:

Campeones  (0):
Subcampeones  (5): 1996, 1998, 2000, 2008, 2009

### Internacional
- UEFA Intertoto Cup (1): 1983